# Natomas Men's Professional Tennis Tournament 2006
Il Natomas Men's Professional Tennis Tournament 2006 è stato un torneo di tennis facente parte della categoria ATP Challenger Series nell'ambito dell'ATP Challenger Series 2006. Il torneo si è giocato a Sacramento negli Stati Uniti dal 9 ottobre 2006 su campi in cemento.

## Vincitori

### Singolare
Paul Goldstein ha battuto in finale  Rajeev Ram con il punteggio di 7–6(5), 4–6, 7–5

### Doppio
Paul Goldstein /  Jeff Morrison hanno battuto in finale  Amer Delić /  Brian Wilson con il punteggio di 6–1, 6–3